# Tairow
Tairow – wieś w Armenii, w prowincji Armawir. W 2011 roku liczyła 2377 mieszkańców.